# Yiğit Özşener
Yiğit Özşener (İzmir, Turska - 6. travnja 1972.) turski je kazališni i filmski glumac. Najpoznatiji je po ulogama u filmovima i televizijskim serijama.

## Biografija
Yiğit je 1996. diplomirao elektroniku i komunikacije na tehničkom sveučilištu Yıldız. Umjetničku karijeru započinje 1994. godine kazališnoj skupini Studio Oyunculari, ulogom u predstavi Gergadanlasma. Nakon toga se pridružuje skupini i uspješno nastupa diljem države i inozemnim kazališnim festivalima.
Uz nastupe u kazalištu, Yiğit je ostvario i niz uloga u filmovima i televizijskim serijama, a 2001. godine osniva vlastitu kazališnu skupinu Dukkan. Tečno govori francuski i engleski jezik.

## Filmografija
| Godina        | Naslov                 | Uloga          |
| ------------- | ---------------------- | -------------- |
| 2012.         | Esir Şehrin Gözyaşları |                |
| 2011.         | Kaybedenler Kulübü     | Mete           |
| 2011.         | Ask Tesadüfleri Sever  | -              |
| 2009. – 2010. | Ezel                   | Cengiz Atay    |
| 2009.         | Günesi gördüm          | Caner          |
| 2008.         | Last Looks             | Producent      |
| 2007. – 2009. | Kismet                 | Cemil Pasazade |
| 2007.         | Kayip                  | -              |
| 2006.         | Rüya gibi              | Cenk Öztürk    |
| 2006.         | Bes vakit              | Yusuf          |
| 2005.         | Rüzgarli bahçe         | Ozan           |
| 2005.         | Gece 11:45             | Okan           |
| 2005.         | One Day in Europe      | Policajac      |
| 2005.         | Tombala                | Cem            |
| 2004.         | Apartment              | Mehmet         |
| 2004.         | Çalinan Ceset          | Yiğit          |
| 2004.         | 24 saat                | Yiğit          |
| 2004.         | Arap saçi              | -              |
| 2003.         | Crude                  | Ali            |
| 2003.         | O simdi asker          | Ömer           |
| 2003.         | Estagfurullah yokusu   | Sadi           |
| 2003.         | Giz                    | -              |
| 2002.         | Zeybek atesi           | Gazateci Burak |
| 2002.         | Dont Forget Me         | -              |
| 2002.         | Sorry for Leila        | -              |
| 2001.         | Karanlikta kosanla     | Mehmet         |